# Karel Dillher
‎Karel Dillher, avstrijski jezuit, filozof in teolog, * 2. november 1710, Dunaj, † 2. december 1778, Stein beim Krems.
Bil je rektor Jezuitskega kolegija v Ljubljani (2. januar 1763 - 30. marec 1766), v Celovcu (1766-69) in v Kremsu (1772-73).